# Phora penicillata
Phora penicillata är en tvåvingeart som beskrevs av Schmitz 1920. Phora penicillata ingår i släktet Phora och familjen puckelflugor. Inga underarter finns listade i Catalogue of Life.